# Microsoft Certified Systems Engineer
Microsoft Certified Systems Engineer (MCSE) war eine Zertifizierung im IT-Bereich, die von Microsoft vergeben wurde.
Um sie zu erhalten, mussten sieben MCP-Prüfungen (Microsoft Certified Professional-Einzelprüfungen zu Client-/Server-/Netzwerkfragen) erfolgreich absolviert werden. Die Prüfungen bestanden aus sechs Pflichtprüfungen und einer Wahlpflichtprüfung. Die Prüfungen konnten bis zum Betriebssystem Windows Server 2003 erworben werden. Sie wurde dann vom MCITP abgelöst. Die Abkürzung MCSE gibt es im jetzigen Zertifizierungs-Programm wieder, steht aber heutzutage für Microsoft Certified Solutions Expert. Laut Microsoft legten etwa 395.000 Personen weltweit die NT4-MCSEs Prüfungen ab, 288.000 Personen legten die Prüfung für Windows 2000 ab.

## MCSE-Nachfolger
Mit dem Erscheinen der neuen Windows-Server-Version (Windows Server 2008) wurde der MCSE durch den Microsoft Certified IT Professional (MCITP) ersetzt. Es bestand die Möglichkeit, die bereits erworbene MCSE-Zertifizierung zum MCITP oder dem ebenfalls neu eingeführten Microsoft Certified Technology Specialist (MCTS) upzugraden.